# Haleine
Haleine ist eine Ortschaft und eine Commune déléguée in der französischen Gemeinde Rives d’Andaine mit 236 Einwohnern (Stand: 1. Januar 2022) im Département Orne in der Region Normandie.

## Geografie
Der Ort Haleine liegt viereinhalb Kilometer südlich von Bagnoles-de-l’Orne und im äußersten Süden des Départements Orne. Die Commune déléguée erstreckt sich über eine Fläche von 2,62 km². Der am südlichen Ortsrand verlaufende Fluss Mayenne stellt die Grenze zum benachbarten Département Mayenne dar. Im Osten wird die Kommune von der Vée, die in die Mayenne mündet, begrenzt. Neben dem Kernort gehören der Commune déléguée einige Weiler sowie das direkt an der Vée gelegene Dorf La Reinière an. Letzteres grenzt unmittelbar an das Siedlungsgebiet des Nachbarortes Couterne an. Die in Ost-West-Richtung durch Haleine verlaufende Straße D976 stellt die Verbindung von Domfront nach Pré-en-Pail dar.
Die Nachbargemeinden von Haleine waren vor 2016 La Chapelle-d’Andaine und Tessé-Froulay im Norden, Couterne im Osten, Thubœuf im Süden und Geneslay im Westen.

## Geschichte und Kultur
Um 1150 wurde das Dorf unter dem Namen Halena erwähnt. Dieser war ursprünglich die Bezeichnung für eine nahegelegene Furt, die die Überquerung der Mayenne ermöglichte. Der einst prägende landwirtschaftliche Sektor hat heute einen Großteil seiner einstigen Bedeutung eingebüßt. Andererseits haben sich einige Industrieunternehmen dort angesiedelt.
Die Dorfkirche Notre-Dame entstand im Jahr 1845 und wurde 1981 sowie 1995 renoviert. Am Ufer der Mayenne existiert seit 1994 eine Station für Kanu- und Kajakfahrer. Von ihr aus können die Sportler flussabwärts an Geneslay und Sept-Forges vorbei bis nach Loré fahren; alternativ geht es flussaufwärts ins benachbarte Couterne. 2005 wurde die Uferzone überdies mit Wanderwegen, einem Picknickplatz und einem Bootsanleger ausgestattet.
Mit Wirkung vom 1. Januar 2016 wurden die bisherigen Gemeinden La Chapelle-d’Andaine, Couterne, Geneslay und Haleine zu einer Commune nouvelle mit dem Namen Rives d’Andaine zusammengeschlossen und haben in der neuen Gemeinde den Status einer Commune déléguée. Der Verwaltungssitz befindet sich im Ort La Chapelle-d’Andaine. Die Gemeinde Haleine gehörte zum Arrondissement Alençon und zum Kanton Bagnoles-de-l’Orne.

### Bevölkerungsentwicklung
| Jahr      | 1962 | 1968 | 1975 | 1982 | 1990 | 1999 | 2011 |
| Einwohner | 268  | 245  | 239  | 239  | 245  | 227  | 257  |

Während der Französischen Revolution lag die Bevölkerungszahl 1793 bei 369. Anschließend wuchs sie bis auf den historischen Höchstwert von 540 Bewohnern, der im Jahr 1836 erreicht wurde. Dem folgte ein kontinuierlicher Rückgang, sodass 1901 nur noch 389 Menschen gezählt wurden. Dieser Trend setzte sich im 20. Jahrhundert fort, bis 1999 mit 227 Einwohnern der tiefste Stand gemessen wurde. Daraufhin setzte eine Phase des Bevölkerungswachstums ein.